# Лісові пожежі у Сибіру (2019)
Лісові пожежі в Сибіру (2019) — надзвичайна ситуація, що розпочалася в липні 2019 року у важкодоступних районах Красноярського краю, Іркутської області, Бурятії, Забайкалля і Якутії Російської федерації. До кінця місяця їх загальна площа склала 1,13 млн гектар в Якутії та 1,56 млн га в інших регіонах. Пожежі викликали смог над великими містами Сибіру. А загалом станом на 30 липня, загальна площа лісових пожеж в Якутії, Красноярському краї і Іркутської області перевищила 3,3 мільйона гектарів. При цьому гасили з них тільки 3,3 % площ.
Регіональні надзвичайні ситуації були введені в п'яти суб'єктах Росії. За офіційними даними постраждалих від лісових пожеж і жертв немає.

## Причини
Основною причиною загорянь спочатку називали природний чинник — сухі грози, жарку погоду та відсутність опадів, що є наслідком глобального потепління та активної вирубки лісу.
Втім, після того, як «нами були проаналізовані дані системи „Каскад“ по сухим грозам, вони були накладені на карту діючих пожеж. Було встановлено, що сухі грози в районі вогнищ пожеж не впливали на їх виникнення», — розповів заступник глави міністерства з надзвичайних ситуацій Росії Ігор Кобзєв. Тому, основною причиною природних пожеж в Сибіру в прес-службі МНС Росії назвали необережне поводження з вогнем, на це вказує розташування більшої частини вогнищ загоряння біля доріг.
|  | «Проведена авіарозвідка показала, що більша частина вогнищ природних пожеж розташована поблизу доріг. Це дає підставу припустити, що основною причиною виникнення природних пожеж стало необережне поводження людини з вогнем», - розповів представник міністерства з надзвичайних ситуацій Росії]. |

Офіційні особи також однією з можливих причин пожеж називають також умисні підпали, які могли початися у зв'язку з необхідністю приховування фактів масової незаконної рубки лісу.

## Особливості
Середні температури червня 2019 року в тих частинах Сибіру, де вирують стихійні пожежі, були майже на десять градусів вище довгострокового середніх показників за період 1981—2010 років.

## Хід подій
З початку весни 2019 року в Іркутській області було зареєстровано 350 лісових пожеж, їх загальна площа склала 91,53 тис. га, що в 14 разів перевищило показник за аналогічний період 2018 року.
На 26 липня площа пожеж в Сибіру становила 3 млн га (приблизно територія Бельгії), на 90 % цієї площі пожежі не гасили через брак коштів. До того ж, у російському законодавстві з'явилися «зони контролю», в яких пожежі не можна гасити. Дим від пожеж дійшов до Поволжя і півдня Казахстану. В Іркутській області два аеропорти в райцентрах Кіренськ і Мама закриті через сильні лісові пожежі, рейси скасовані за нульової видимості. Основна частина пожеж припадає на важкодоступні райони, де вартість гасіння перевищує розмір можливого збитку. Загоряння гаситься лише в разі загрози населеним пунктам або об'єктам інфраструктури.
За даними «Авіалісоохорони» на 29 липня, вогонь пошкодив 2,7 млн га лісу. Дистанційний моніторинг ІСДМ-Рослісгосп показує, що площа пожеж становить 3,4 млн га. За даними Обсерваторії Землі НАСА, на території Росії утворився димовий «ковпак», що охоплює понад 4,5 млн км². Губернатор Красноярського краю Олександр Усс заявив, що гасити лісові пожежі на частині територій в Сибіру безглуздо, тому що рятувальники будуть піддані небезпеці. На Всеросійському освітньому форумі «Територія ініціативної молоді „Бірюса-2019“» Усс заявив: «Є категорія, яка у нас називається зона контролю — там, де пожежа за визначенням не гаситься, і є зона охорони, де пожежі гасяться. Те, що стосується зони контролю — це в основному північна територія, пожежі там виникають регулярно в основному через грозову активність. Це було і сто, і двісті, і триста, і п'ятсот років тому. От якщо у нас взимку холодна погода і виникає заметіль, нікому ж не приходить в голову… топити айсберги… щоб у нас було тепліше. Щось подібне, гадаю, стосовно до лісових пожеж у зоні контролю. Справа в тому, що це звичайне природне явище, боротися з яким безглуздо, а може, навіть і шкідливо».
30 липня повідомлялося, що площа лісових пожеж з зонами контролю становить 2,7 млн га, а на гасіння пожеж в допомогу регіональним силам задіяні 95 % особового складу Федеральної авіалісохорони і вся наявна техніка. З метою недопущення поширення вогню з сусідніх регіонів до Красноярського краю було перекинуто додатково 100 чоловік професійних десантників. Міністр природних ресурсів Дмитро Кобилкін заявив, що Росгідромет веде постійний моніторинг допустимої концентрації диму в повітрі. У зв'язку з масштабними лісовими пожежами в Сибіру прем'єр-міністр Дмитро Медведєв розпорядився посилити угруповання МНС і доручив керівництву регіонів взяти ситуацію під особистий контроль. Депутатка фракції ЛДПР в АКЗС Євгенія Боровикова запропонувала гасити пожежі з допомогою авіабомб АСП-500 і кисневих бомб.
31 липня президент РФ Володимир Путін доручив військовослужбовцям міністерства оборони Росії підключитися до гасіння пожеж в Сибіру. Президент США Дональд Трамп під час телефонної розмови запропонував Володимиру Путіну допомогти з гасінням лісових пожеж в Сибіру.
За інформацією Міністерства з надзвичайних ситуацій Росії влада запровадила режим надзвичайного стану в Красноярському краї й Іркутській області, а також частково в Бурятії через лісові пожежі.
Станом на 5 серпня, у прес-службі МНС Росії повідомили, що площа лісових пожеж в Сибіру і на Далекому Сході скоротилася на чверть.

## Наслідки
В ході пожеж до атмосфери Землі викинуті десятки мільйонів тонн двоокису вуглецю, що прискорить глобальне потепління. Аномально ранній початок пожеж та їх аномально величезні площі є прямим наслідком глобального потепління. Вічна мерзлота тане, що веде до виділення в атмосферу величезної кількості метану. Також створена реальна загроза знищення економічно використовуваного лісового фонду Росії.